# Pterengraulis atherinoides
Pterengraulis atherinoides is een straalvinnige vis uit de familie van de ansjovissen (Engraulidae) en behoort derhalve tot de orde van haringachtigen (Clupeiformes). De vis kan een lengte bereiken van 30 cm. 

## Leefomgeving
De soort komt voor in zoet en brak water. De vis prefereert een tropisch klimaat. 

## Relatie tot de mens
Pterengraulis atherinoides is voor de visserij van beperkt commercieel belang. In de hengelsport wordt er weinig op de vis gejaagd. 